# Pallavolo ai Goodwill Games - Torneo femminile
Il torneo femminile di pallavolo ai Goodwill Games è stata una competizione pallavolistica amichevole per squadre nazionali femminili, organizzata con cadenza quadriennale da Ted Turner, durante i Goodwill Games.

## Edizioni
| Edizione      | Edizione        | Podio            | Podio       | Podio       |
| Anno          | Organizzatore   | Campione         | Seconda     | Terza       |
| ------------- | --------------- | ---------------- | ----------- | ----------- |
| 1986 Dettagli | Mosca           | Unione Sovietica | Perù        | Stati Uniti |
| 1990 Dettagli | Seattle         | Unione Sovietica | Cina        | Brasile     |
| 1994 Dettagli | San Pietroburgo | Russia           | Stati Uniti | Giappone    |

## Medagliere
| Pos. | Squadra          | 1º posto | 2º posto | 3º posto | Totale |
| ---- | ---------------- | -------- | -------- | -------- | ------ |
| 1    | Unione Sovietica | 2        | 0        | 0        | 2      |
| 2    | Russia           | 1        | 0        | 0        | 1      |
| 3    | Stati Uniti      | 0        | 1        | 1        | 2      |
| 4    | Perù             | 0        | 1        | 0        | 1      |
| 4    | Cina             | 0        | 1        | 0        | 1      |
| 6    | Brasile          | 0        | 0        | 1        | 1      |
| 6    | Giappone         | 0        | 0        | 1        | 1      |